# Stephen Kendrick
Stephen Kendrick (nacido el 10 de junio de 1974) es un escritor y productor de cine estadounidense, coautor del libro The Love Dare con su hermano Alex Kendrick, y ex pastor asociado principal de la Iglesia Bautista Sherwood en Albany, Georgia. Stephen, Shannon y Alex Kendrick forman Kendrick Brothers Productions.

## Filmografía
| Año  | Título             | Escritor | Productor | Actor | Papel                          |
| ---- | ------------------ | -------- | --------- | ----- | ------------------------------ |
| 2003 | Flywheel           | Sí       | Asociado  | No    |                                |
| 2006 | Facing the Giants  | Sí       | Sí        | Sí    | Director Atlético Wiersbe Dunn |
| 2008 | Fireproof          | Sí       | Sí        | Sí    | Marino en el Naufragio         |
| 2011 | Courageous         | Sí       | Sí        | No    |                                |
| 2015 | Beyond the Mask    | Sí       | No        | No    |                                |
| 2015 | War Room           | Sí       | Sí        | Sí    | Anunciante de Salto de Cuerda  |
| 2018 | Like Arrows        | No       | Ejecutivo | No    |                                |
| 2019 | Vencedor           | Sí       | Sí        | Sí    | Iniciador                      |
| 2021 | Show Me the Father | No       | Ejecutivo | Sí    | Él mismo                       |
| 2022 | Lifemark           | Sí       | Ejecutivo | No    |                                |
| 2024 | The Forge          | Sí       | Sí        | No    |                                |